# The Lancet
The Lancet là một tuần san y khoa tổng quan đánh giá đối chiếu hàng tuần. Nó là một trong những tập san y khoa tổng quan và lâu đời nhất được biết đến là tốt nhất thế giới, và được coi là một trong những tập san y khoa có uy tín nhất trên thế giới.
The Lancet được bác sĩ phẫu thuật người Anh Thomas Wakley (1795-1862) lập ra vào năm 1823. Ông đặt tên như vậy sau khi ngó đến một dụng cụ phẫu thuật được gọi là "lancet" (dao chích), cũng như lúc đó kiểu kiến trúc đang thịnh hành là "lancet arch" (mũi thương) gồm một cửa sổ với một vòm nhọn, với hàm ý chỉ ra "ánh sáng của trí tuệ" hay "đưa ra ánh sáng".
The Lancet xuất bản các bài nghiên cứu gốc, các bài tổng quan ("hội thảo" và "đánh giá"), bài xã luận, đánh giá sách, thư từ, cũng như các tin tức và các báo cáo trường hợp điển hình (case history).
The Lancet thuộc sở hữu của Elsevier từ năm 1991. Từ năm 2015 chủ bút tập san là Richard Horton. Tập san có tòa soạn đặt ở London, New York, và Bắc Kinh.

## Xuất bản
Một số tập san chuyên đề quan trọng của The Lancet:
- The Lancet Diabetes and Endocrinology
- The Lancet Global Health
- The Lancet HIV
- The Lancet Global Health
- The Lancet Haematology
- The Lancet Infectious Deseases
- The Lancet Neurology
- The Lancet Oncology
- The Lancet Psychiatry
- The Lancet Respiratory Medicine

## Các chỉ trích
The Lancet đã đưa ra cả lập trường chính trị trong một số vấn đề y tế và phi y tế. Ví dụ gần đây là những lời chỉ trích của Tổ chức Y tế Thế giới (WHO) về bác bỏ tuyên bố của WHO về hiệu quả của vi lượng đồng căn là một lựa chọn điều trị, phản đối trong thời gian Reed Exhibitions (một thành phần của Reed Elsevier) tổ chức hội chợ ngành công nghiệp vũ khí. The Lancet cũng đã kêu gọi cho cuộc điều tra độc lập về vụ quân đội Mỹ không kích bệnh viện Kunduz ở Afghanistan vào ngày 3/10/2015.

### Bệnh tự kỷvàvaccine, 1998
Năm 1998 The Lancet đăng tải bài báo nêu ra liên hệ của vaccine MMR và bệnh tự kỷ. Tháng 2 năm 2004, The Lancet lại công bố một tuyên bố của 10 trong số 13 đồng tác giả của bài báo bác bỏ khả năng rằng vaccine MMR có thể gây ra bệnh tự kỷ. Chủ bút Richard Horton đã phải đưa ra tuyên bố bài báo là "xung đột lợi ích chết người", vì tác giả chính của nghiên cứu Andrew Wakefield  đã vi phạm nghiêm trọng tiêu chí của The Lancet.

### Bài báo bịa bị rút (2006)
Tháng 1/2006 có tiết lộ về bài báo của nhà nghiên cứu ung thư Na Uy Jon Sudbø và 13 đồng tác giả đã bịa đặt dữ liệu, đã được đăng tải trên tạp chí The Lancet vào tháng 10 năm 2005. Một số bài báo trên các tạp chí khoa học khác cũng bị rút sau sự rút lui trên The Lancet. Ngay sau đó tờ "New England Journal of Medicine" công bố sự quan tâm của ban biên tập đối với tài liệu nghiên cứu của cùng tác giả đó đã được xuất bản. Nó dẫn đến tháng 11 năm 2006 tạp chí đã rút hai nghiên cứu bệnh ung thư miệng của các nhà nghiên cứu Na Uy.

### Tranh cãi với Vatican về bao cao su phòng AIDS, 2009
Năm 2009 The Lancet đăng một bài xã luận cáo buộc rằng Đức Giáo hoàng Benedict XVI công khai bóp méo bằng chứng khoa học về bao cao su để quảng bá giáo lý công giáo về đức khiết tịnh trong phòng chống AIDS.
Vatican tự bảo vệ bằng cách chỉ vào một bài báo của The Lancet trước đó được công bố vào năm 2000 trong đó khẳng định rằng bao cao su có thể không thể là đủ trong việc giải quyết cuộc khủng hoảng AIDS.

### Thư ngỏ gửi người dân Gaza, 2014
Tháng Tám năm 2014 The Lancet công bố thư ngỏ "lên án Israel mạnh mẽ nhất có thể, nhưng lại không đề cập đến sự tàn bạo của Hamas". Các tác giả của thư bao gồm các bác sĩ "dường như là có cảm tình với quan điểm của David Duke, một người da trắng cực hữu và là cựu thủ lĩnh (Grand Wizard) của Ku Klux Klan" . Một bác sĩ khác thì cho rằng "...người Do Thái kiểm soát các phương tiện truyền thông, chính trị và ngân hàng, thì điều gì rồi sẽ diễn ra trên trái đất? Tôi đã rất lo lắng".
Bị chỉ trích thì tổng biên tập The Lancet Richard Horton nói rằng: "Tôi không có kế hoạch rút lại lá thư, và cũng sẽ không rút lại lá thư ngay cả khi nó được xác định là cần rút". Tuy nhiên, Horton sau đó đến thăm bệnh viện Rambam của Israel và nói rằng ông "vô cùng, vô cùng hối tiếc" về đăng tải bức thư.
Đối với cáo buộc rằng nó "...hoàn toàn không phù hợp cho The Lancet như một phương tiện chuyển tải các quan điểm chính trị cực đoan của cá nhân. Nó đã hủy hoại rất nhiều vị thế cao cả của tập san", thì Horton đáp lại: "Làm thế nào bạn có thể tách chính trị và sức khỏe? Hai thứ cùng đi tay-trong-tay" (hand-in-hand).